# Косов, Василий Владимирович
Васи́лий Влади́мирович Ко́сов (10 марта 1910 — 11 апреля 1996) — советский государственный и партийный деятель, первый секретарь Тюменского обкома КПСС (1955—1961), кандидат в члены ЦК КПСС (1956—1961).

## Биография
Родился 10 марта 1910 года в станице Урюпинской Хопёрского округа Области Войска Донского.
В 1921—1928 гг. учащийся школ I, II ступеней г. Урюпинска Царицынской (с 1925 г. Сталинградской) губернии. С июля 1928 г. в баночном цехе Урюпинского консервного завода прессовщик, закатчик, автоматчик.
С мая 1930 г. заведующий агитационно-пропагандистским отделом Урюпинского райкома ВЛКСМ Нижневолжского края. С сентября 1930 г. секретарь редакции районной газеты в станице Берёзовская Нижневолжского края. С февраля 1931 г. заведующий орготделом, ответственный секретарь Берёзовского райкома ВЛКСМ Нижневолжского края. С октября 1931 г. заместитель директора Комсомольской МТС Берёзовского района. С июня 1932 г. не работал, проживал в г. Урюпинске и на дому готовился к поступлению в высшее учебное заведение. С октября 1932 г. на службе в Красной Армии — курсант, командир взвода, политрук батальонной школы в г. Саратове; демобилизован в декабре 1934 г.
С февраля 1935 г. заместитель директора, с декабря 1935 г. директор Свердловской ватно-кошмовальной фабрики. С февраля 1937 г. заместитель секретаря парткома Верх-Исетского металлургического завода в г. Свердловске. С мая 1937 г. помощник директора электростанции в г. Свердловске. С августа 1937 г. управляющий объединением предприятий Свердловской областной детской комиссии.
С декабря 1937 г. инструктор Свердловского горкома ВКП(б). С мая 1938 г. первый секретарь Октябрьского райкома ВКП(б) г. Свердловска. С декабря 1938 г. исполняющий обязанности первого секретаря Свердловского обкома ВЛКСМ. С февраля 1939 г. первый секретарь Свердловского обкома ВЛКСМ. С марта 1940 г. заведующий оргинструкторским отделом Свердловского обкома ВКП(б). С марта 1941 г. секретарь Свердловского обкома ВКП(б) по кадрам. С июня 1942 г. второй секретарь Свердловского горкома ВКП(б).
С апреля 1945 г. ответственный организатор Управления кадров ЦК ВКП(б). С декабря 1946 г. второй секретарь Новосибирского обкома ВКП(б). С мая 1949 г. инспектор ЦК ВКП(б). С июля 1950 г. второй секретарь ЦК КП(б) Эстонии — КП Эстонии. С июня 1953 г. инспектор ЦК КПСС. С августа 1954 г. заведующий сектором Отдела партийных органов ЦК КПСС по РСФСР. С сентября 1955 г. инспектор ЦК КПСС. С декабря 1955 г. первый секретарь Тюменского обкома КПСС.
С апреля 1961 г. не работал по болезни. С апреля 1962 г. помощник директора Омского шинного завода по кадрам. С мая 1965 г. персональный пенсионер союзного значения.
Скончался 11 апреля 1996 года в Екатеринбурге. Похоронен на Широкореченском кладбище.

## Семья
- Жена — Хованова Анна Михайловна (1912—1989), врач-микробиолог, вирусолог, эпидемиолог, доктор медицинских наук (1968), профессор (1968). В 1941—1946 гг. — директор Свердловского института микробиологии и эпидемиологии; с 1961 г. — зав. кафедрой микробиологии Омского медицинского института; в 1967—1983 гг. — директор Свердловского НИИ вирусных инфекций. Под её руководством и при непосредственном участии в 1943 г. в Свердловске была разработана вакцина против брюшного тифа, что позволило ликвидировать заболеваемость этим опасным инфекционным заболеванием воинов Советской Армии. Один из разработчиков и организаторов серийного выпуска препаратов против клещевого энцефалита, гриппа и ряда особо опасных инфекций. Разработчик методов диагностики и способов лечения различных видов вирусных заболеваний. Автор около 100 научных работ. Награждена орденом Трудового Красного Знамени (1971), Красной Звезды (1944).
- Дочь — Косова Татьяна Васильевна (1940—2006), врач-вирусолог, кандидат медицинских наук.

## Участие в работе центральных органов власти
- Кандидат в члены ЦК КПСС в 1956—1961 гг.
- Делегат XVIII—XXI съездов ВКП(б)—КПСС.
- Депутат Совета Союза Верховного Совета СССР V созыва от Тюменской области[1].
- Член Мандатной комиссии Совета Союза Верховного Совета СССР V созыва.

## Награды
- два ордена Ленина (?, 1960);
- два ордена Трудового Красного Знамени (20.01.1943, 1957);
- орден Отечественной войны II степени (06.11.1945)[2];
- Медаль «За доблестный труд в Великой Отечественной войне 1941—1945 гг.» (1945),
- медаль «За освоение целинных земель» (1957);
- Медаль «За трудовую доблесть» (1959);
- Медаль «В ознаменование 100-летия со дня рождения Владимира Ильича Ленина» (1969);
- медаль «Тридцать лет победы в Великой Отечественной войне 1941—1945 гг.» (1975);
- медаль «Ветеран труда» (1979);
- медаль «40 лет победы в Великой Отечественной войне 1941—1945 гг.» (1985);
- медаль «50 лет победы в Великой Отечественной войне 1941—1945 гг.» (1995).

## Электронные информационные ресурсы
- Биография В. В. Косова в Свободной энциклопедии Урала
- Биография В. В. Косова на сайте Свердловского областного комитета Российского Союза Молодежи
- Список градоначальников Екатеринбурга Список градоначальников Екатеринбурга
- Надгробие В. В. Косова на Широкореченском кладбище г. Екатеринбурга